# Terminus d'autobus
 (juillet 2011).
Si vous disposez d'ouvrages ou d'articles de référence ou si vous connaissez des sites web de qualité traitant du thème abordé ici, merci de compléter l'article en donnant les références utiles à sa vérifiabilité et en les liant à la section « Notes et références ».

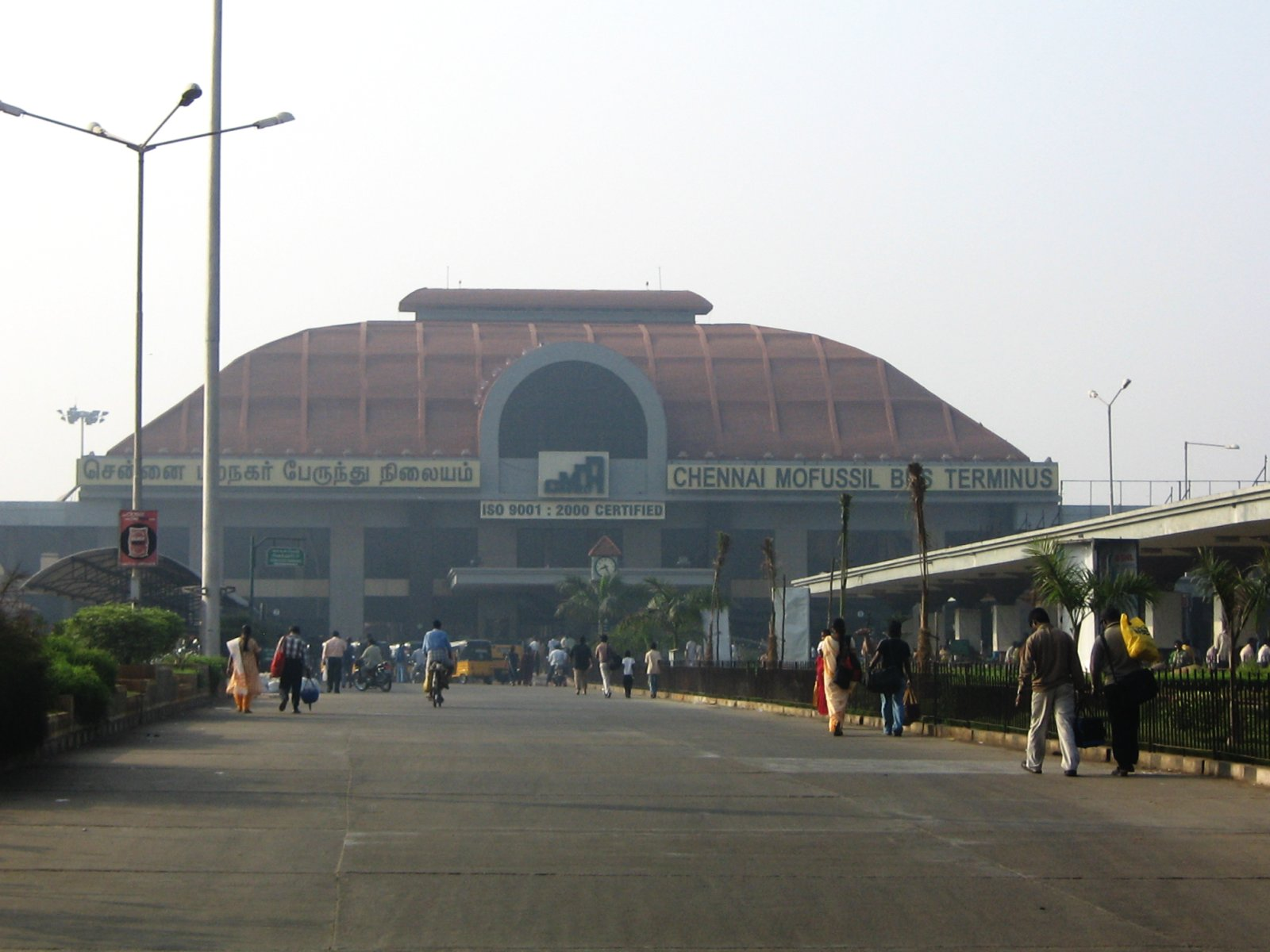
Le Terminus d'autobus Chennai Mofussil à Chennai en Inde, le plus grand terminus de bus en Asie.

Un terminus d'autobus est un endroit désigné où un autobus ou un autocar commence ou termine son itinéraire prévu. Le terminus est le point à partir duquel un horaire est chronométré. Un terminus peut aussi bien se situer à une gare routière qu'à un dépôt ou un simple arrêt de bus. Il peut être à la fois le point de départ et d'arrivée d'un même parcours, ou peuvent être situés à deux points distincts.

## Taille des terminus
Pour des raisons opérationnelles et de confort des passagers, l'ensemble des terminus d'autobus sont souvent regroupés dans un même endroit. Les grands exploitants peuvent également désigner les terminus de plusieurs routes comme étant ceux situés à proximité de leur dépôt. À des fins d'intégration des différents modes de transport public, les terminus peuvent également se trouver dans un pôle d'échange. Enfin, les terminus moins importants peuvent être matérialisés par un simple arrêt de bus ou une boucle dans une rue résidentielle utilisée par une seule ou très peu de lignes.

## Considérations d'exploitation
Bien qu'il puisse être d'une importance primordiale pour le passager, l'emplacement d'un terminal peut être choisie pour des raisons autres que la convenance des passagers.

### Intérêts concurrentiels
Dans de rares cas, où l'exploitant est commercialement distinct du propriétaire de la station de bus, la société de transport peut choisir de mettre fin aux services en dehors de la station, afin de ne pas engager des frais d'utilisation. De plus, à l'encontre de l'idée d'intégration, les exploitants d'autobus en concurrence peuvent utiliser différents endroits comme un terminus intermédiaire pour décourager l'utilisation de services concurrents. 

### Retournement
Un des facteurs de l'emplacement d'un terminal est de savoir comment faire retourner afin de repartir en sens inverse, ce qui peut être difficile dans les zones où l'espace routier pose un problème ou le tracé de la route empêche les demi-tours. Ceci ne s'applique pas pour les routes en vraie boucle, où les bus tournent simplement en permanence dans le sens horaire ou anti-horaire. Les terminus dans les gares routières comprennent souvent une plateforme où les véhicules peuvent se retourner.

### Escales
Une autre considération sur l'emplacement d'un terminal peut être la nécessité d'une escale ou d'une pause avant de reprendre le service : dans les endroits achalandés, tels que les grandes rues ou les stations de bus, permettre aux véhicules de faire une escale peut se révéler inadéquat, gênant la circulation. Le bus devra alors se poser un à endroit moins achalandé puis revenir au terminus afin de reprendre le service. Pour permettre de faire une pause à un terminus, beaucoup de lignes parcourent les centres achalandés en finissant leur itinéraire à un terminus plus isolé, où un bus peut faire une escale sans encombrer les voies de circulation.
Dans le cas d'un terminus mineur à un seul arrêt, cela peut poser un problème pour les passagers lorsqu'un bus d'apparence en service stationne à un arrêt avec les portes fermées en attendant l'horaire de départ, ou lorsqu'un bus arrivant termine son service sans repartir. Ceci peut être atténué en mettant en place un stationnement d'autobus. Dans la configuration des terminus à deux arrêts, l'arrêt d'arrivée peut être utilisé comme point d'escale.
Le temps de battement (temps de pause) est intégré dans un horaire entre l'arrivée à la fin d'un itinéraire et le départ pour le voyage de retour, utilisé pour la récupération des retards et la préparation pour le voyage de retour.

### Changement de conducteur
L'emplacement d'un terminus peut être également situé pour permettre des changements de conducteur, bien que cela peut être un facteur moins important que celui de l'emplacement du garage. Les terminus situés dans les endroits achalandés sont souvent plus adéquates pour les changements de conducteur. Certaines sociétés de transport mettent en place des voitures de covoiturage à disposition des conducteurs pour leur permettre d'accéder et d'attendre aux terminus plus isolés, l'échangeant avec le conducteur du bus arrivant.

## Types de terminus

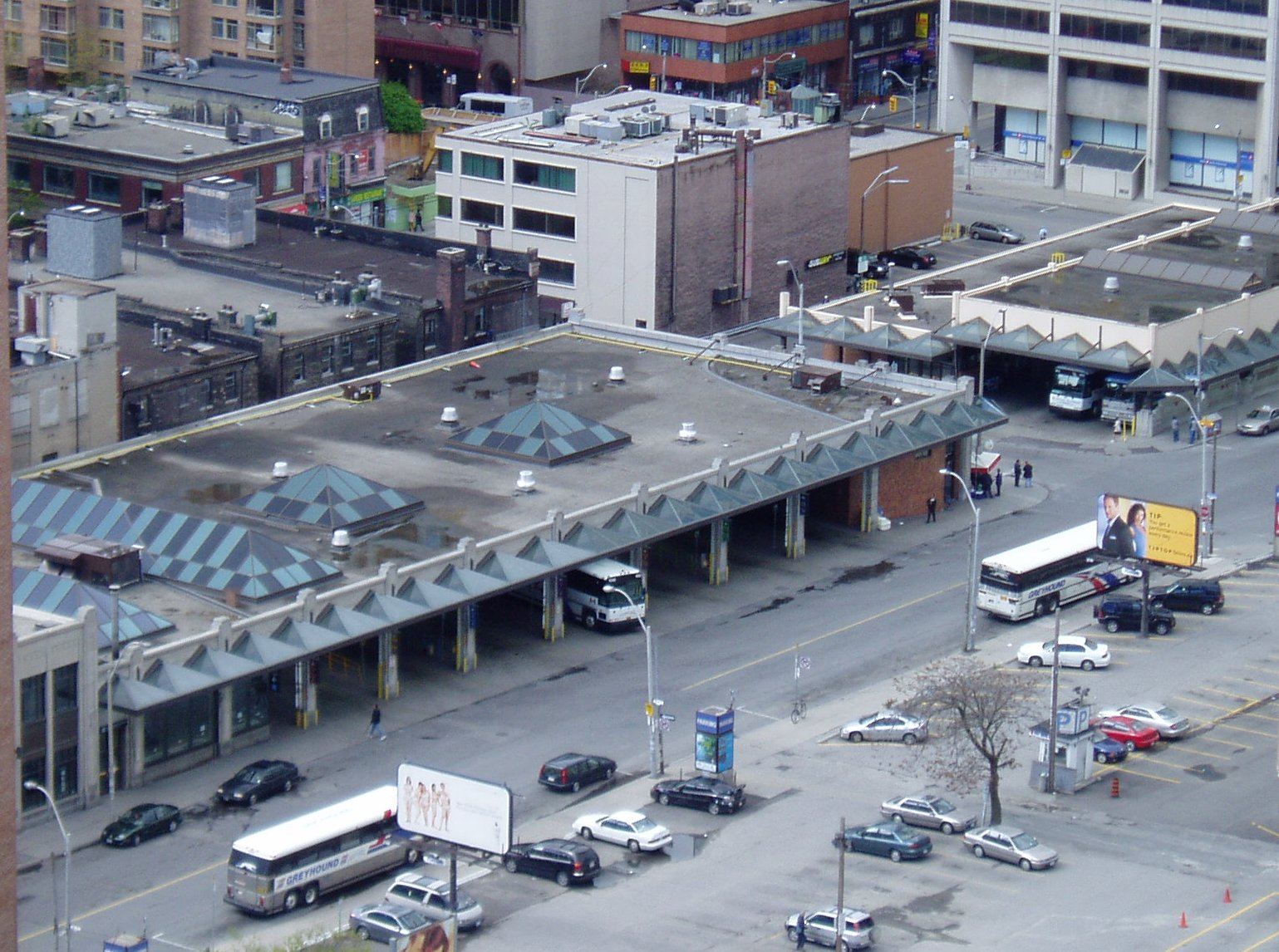
Toronto Coach Terminal, un terminal de bus typique en Amérique du Nord.

### Un arrêt
De nombreuses lignes évitent la problématique du retournement du véhicule en utilisant la fin de la route comme partie officielle de la ligne. Le terminus est désigné comme un arrêt sur le circuit, le bus commençant et terminant son parcours dans la même orientation. Cela est souvent nécessaire dans les centres-villes utilisant un système de circulation en sens unique.
Quand l'espace le permet, le terminus peut être situé sur une voie de retournement prévue à cet effet, permettant au bus de changer de direction simplement en entrant et en quittant la voie.
Dans de rares cas, pour mettre un terminus à un arrêt, les lignes sont arrangées pour commencer et finir leur trajet au même terminus, ainsi un bus arrivant d'une ligne repart sur une ligne différente. Ce système peut également être mis en place pour réduire l'effet pervers des retards.

### Deux arrêts
Par opposition à l'arrangement à un arrêt, certaines lignes qui ont besoin de changer de direction à un terminus commenceront et finiront leur trajet à un arrêt différent. Cela veut dire que le bus devra parcourir d'autres rues hors service afin de pouvoir faire demi-tour et repartir dans un autre sens. Au Royaume-Uni ce système est souvent assuré par le positionnement du terminus près d'un rond-point. 
Dans ce cas, le point d'arrivée peut être désigné comme un « point de dépose », où les passagers ne sont pas autorisés à monter à bord.

## Bifurcation de lignes
Souvent, une même ligne d'autobus suivra le même itinéraire principal, mais elle sera bifurquée en direction du terminus et finira à deux endroits différents. Cela peut être indiqué par le changement du chiffre de la ligne et/ou une différente destination sur la girouette.
Les lignes peuvent également avoir un nombre différent de terminus avec, indiqué par les différentes destinations. Ils peuvent être utilisés à différents moments en fonction des besoins opérationnels, généralement pour refléter une demande différente des usagers à différents moments de la journée.